# Лысенков, Алексей Николаевич
Алексе́й Никола́евич Лысенко́в род. 26 января 1965, Киев, Украинская ССР, СССР — российский теле- и радиоведущий, шоумен, актёр, телережиссёр, телепродюсер и педагог. Автор, ведущий и руководитель развлекательного телешоу «Сам себе режиссёр» («ВГТРК») (с 1992 года по конец 2019 года), а также других теле- и радиопередач.

## Биография
Родился 26 января 1965 года в Киеве.
Отец — Николай Григорьевич Лысенков (род. 1930), участник Великой Отечественной войны, инженер. Мать — Нина Григорьевна Лысенкова (1929—2002), преподаватель русского языка и литературы в школе.
Отец работал в Румынии на строительстве металлургического завода в Галаце, поэтому в школу Лысенков пошёл в Бухаресте, где закончил первый класс. После семья вернулась в Киев.
С детства увлекался театром. 29 октября 1981 года в школьном театре вышел поставленный им по его собственной пьесе (совместно с И. Безманом) спектакль «Поворот», главную роль в котором сыграл он сам.
В 1982 году окончил киевскую среднюю общеобразовательную школу № 1.
После школы по совету отца поступил в Киевский политехнический институт на учёбу по специальности «Электропривод и автоматизация промышленных установок», который бросил через два года.
В 1984 году поступил, а в 1988 году окончил Высшее театральное училище имени Б. В. Щукина в Москве (художественный руководитель курса — Алла Александровна Казанская, народная артистка РСФСР) по специальности «Актёр драматического театра, кино и эстрады». Будучи студентом четвёртого курса стал педагогом-стажёром на курсе Юрия Васильевича Катина-Ярцева, а после окончания института преподавал актёрское мастерство на курсе Юрия Михайловича Авшарова в родном училище. Параллельно играл в Московском драматическом театре имени Рубена Симонова. После ухода из Театра Симонова год работал в Московском новом драматическом театре (МНДТ) под руководством Бориса Львова-Анохина.
Трудовую деятельность на телевидении начал в 1985 году в юмористической телепередаче «Весёлые ребята» Андрея Кнышева.
В 1989 году преподавал дисциплину «Дипломатический протокол и этикет менеджера» (на основе изучавшегося им в ВТУ имени Б. В. Щукина предмета «Манеры») в Центре подготовки менеджеров при Российской экономической академии имени Г. В. Плеханова.
С 1992 по конец 2019 года бессменный автор, ведущий и руководитель развлекательной телевизионной программы «Сам себе режиссёр» («ВГТРК»).

### Общественная деятельность
В 2013 году стал вице-президентом некоммерческого партнёрства «Национальный антинаркотический союз».
Эксперт межфракционной депутатской рабочей группы Государственной думы по вопросам профилактики и комплексной реабилитации наркомании, ВИЧ-инфекции и других социально значимых заболеваний.
Председатель правления Попечительского совета всероссийской общественной организации «Объединение людей, живущих с ВИЧ».
Почётный член Российского военно-исторического общества (РВИО).
Член жюри «ТЭФИ».
С января 2017 по декабрь 2018 года — советник губернатора Астраханской области по социальным вопросам.
Ведущий передачи «Сегодня утром» на телеканале «Звезда».

### Личная жизнь
Первая жена (с 1986 по 1999 год) — Надежда Николаевна Лысенкова (урождённая Мартынова), экономист, выпускница Московского института народного хозяйства имени Г. В. Плеханова. Познакомился с Надеждой в 1985 году на студенческой вечеринке, когда учился на втором курсе Высшего театрального училища имени Б. В. Щукина в Москве. Поженились летом 1986 года, между вторым и третьим курсами обучения Алексея. Прожили в браке двенадцать лет, после развода остались друзьями.
Дочь Анастасия Лысенкова (род. 12 февраля 1987), актриса, выпускница 2008 года Театрального института имени Бориса Щукина в Москве (художественный руководитель курса — Михаил Петрович Семаков)
Вторая жена (с 2000 по 2004 год) — Сабина Сейрановна Лысенкова (урождённая Мурадян; род 7 апреля 1976, Баку), певица. Познакомились в Ереване на «Празднике цветов». Зарегистрировали брак в 2000 году, развелись в 2004 году.
Сын Николай Лысенков (род. 7 июня 2000), режиссёр кино и телевидения, выпускник 2024 года, режиссёрский факультет ВГИКа.
Третья жена (фактическая) (с 2004 по 2015 год) — Ирина Чериченко (род. 3 августа 1963, Полярный), актриса театра и кино. Широкой публике стала известна по роли Искры Поляковой в фильме Юрия Кары «Завтра была война».
Четвёртая жена (со 02.07.2023) — Мария Валерьевна Карибская (род. 20 декабря 1985, Ленинград).

## Творчество

### Работа на телевидении
- «Весёлые ребята», (1985—1990, Центральное телевидение), актёр[9]
- «Игра в детектив», (1988, Центральное телевидение), актёр
- «Остров Та-ра-рам», автор и ведущий
- «Сам себе режиссёр», (1992—2019, РТР/Россия/Россия-1)[10], автор, ведущий, продюсер, руководитель программы
- Тележурнал «Нос» (1994—1996, РТР), продюсер, автор, ведущий[11]
- Добро пожаловать! (1994—1996, РТР), продюсер
- И всё (1996, РТР), режиссёр, продюсер[12]
- Эх, дороги (1996, РТР), ведущий нескольких выпусков[13]
- Балда с Сергеем Крыловым (1996, МТК), режиссёр
- 900 кубов (1997, РТР), продюсер
- Формула 900 (1997, РТР), продюсер, ведущий[12]
- Слабо? (1997—1998, РТР), продюсер
- Гонки на выживание (1997, 2000, 2х2, позже — REN-TV), продюсер, ведущий
- Новости ВКТ (ВКТ), диктор[14]
- Сам себе концерт (2000, РТР), автор, продюсер, ведущий[15][16]
- ТВ-Бинго-шоу (2000—2003, РТР/Россия), продюсер[17][18][19]
- Ваши деньги (2002, 2006—2007, ТНТ), ведущий
- Русская усадьба (2002—2006, ТНТ, ведущий[20]
- Доброе утро, Россия! (2002—2004, Россия), ведущий[21][22]
- Весёлые старты (2003—2004, 7ТВ), ведущий[23]
- Диалоги о рыбалке (2004—2005, 7ТВ), ведущий[24]
- Экспедиция. Полезные советы (2006, ТНТ), ведущий
- СПИД. Скорая помощь (2006—2008, ТНТ, РЕН ТВ), ведущий[25]
- Москва — территория малого бизнеса (2006—2010, Столица), ведущий[26][27]
- Уроки хороших манер (2009, Бибигон), ведущий
- Какое ИЗОбразие (2010, Бибигон), ведущий[12]
- Выходные на колёсах (2010, Звезда), ведущий[28]
- Истина где-то рядом (2013—2014, Первый канал), ведущий[29][30]
- Кофе с молоком (2015, НТВ), ведущий[30][31]
- Давай решим (2017, Астрахань-24), ведущий
- Главный котик страны (2017, Первый канал), ведущий[32]
- Открытый эфир (2018—2019, Звезда), эксперт
- Сегодня. День начинается (2018—2019, Первый канал), специальный корреспондент
- Живая жизнь (Тайная жизнь домашних животных с Алексеем Лысенковым) (02.2019—08.2019, Первый канал), ведущий
- Сегодня утром (с 2019, Звезда), один из ведущих
- Русское лото (2020—2023, НТВ), ведущий

### Работа на радио
- Весёлый чайник (1996—1999, «Русское радио»)
- Авторитет (2004—2007, «Авторадио»)
- Вокруг света за 80 дней (2006, "Авторадио")[33]
- Авторский проект Автостоп "Авторадио"[34]
- Золотой человек (2011—2015, «Авторадио»)[35]
- Мастерская Алексея Лысенкова (2016—2020, «Детское радио»)[36]
- Звезды рулят (2016—2019, «Авторадио»)
- Родом из детства (2018—2021, «Детское радио»)[37]
- Сказки народов мира (2018—2020, «Детское радио»)[38]
- Вот ведь! Удивили! (с 2021, «Детское радио»)[39]

### Фильмография
- 1989 — Гу-га — офицер в штабе (в титрах не указан)
- 1999 — С новым счастьем! — камео
- 2003 — Каменская 3 (фильм № 4 «Седьмая жертва») — ведущий телемоста в студии
- 2005 — Моя прекрасная няня (серия № 46 «Что наша жизнь − игра») — Арнольд Аркадьевич Ижевский, брат Жанны
- 2005 — Бальзаковский возраст, или Все мужики сво... (2-й сезон, серия № 1 «Несколько хороших парней») — Алексей, попутчик Аллы
- 2005 — Рублёвка live (серия № 8 «Рублёвская Лолита») — камео
- 2006 — Кто в доме хозяин? (серия № 5 «Ужин на двоих») — Сергей
- 2007 — Кодекс чести 3 (фильм № 5 «Операция „Зона“») — Геннадий Быков
- 2007 — Вся такая внезапная (серия № 24 «На круги своя») — Максим Ракитин
- 2008 — Закон и порядок. Преступный умысел (серия «Украденная красота») — Геннадий Сергеевич Росляков, стоматолог
- 2009 — Возьми меня с собой 2 — Феликс Юрьевич Арбенин, известный актёр
- 2010 — Русский шоколад — Олег, журналист
- 2010 — Допустимые жертвы — Валерий Евгеньевич Королёв, корреспондент из Москвы
- 2011 — Дикий 2 (серия № 24 «Золотое дно») — Егоров
- 2013 — Не женское дело (серия № 6 «Финальный аккорд») — Виталий Широков, хозяин клуба
- 2016 — Семья Светофоровых — камео

### Интернет-проекты
- Москва с тобой. Рубрика «Стрим». Алексей Лысенков следит за тобой
- Снято на телефон
- Арифметика Жизни (на платформе Яндекс.Дзен)
- Время читать с Алексеем Лысенковым (на платформах: Telegram, Яндекс.Дзен, В Контакте и TikTok)[40][41][42]

## Награды и звания
- 1998 — лауреат телевизионной премии «ТЭФИ» в номинации «Развлекательная программа» — за работу над программой «Сам себе режиссёр» («ВГТРК»)[43].
- Лауреат международной радио-премии в New York festivals Radio Awards.[44]
- Член Академии российского телевидения.
- Член Евразийской академии телевидения.
- Член Детской российской академии телевидения.
- Член Академии российской музыки.
- Заслуженный деятель искусств города Москвы.
- Лауреат национальной радиопремии «Радиомания».
- Член союза журналистов России